# Mona Zaki
Mona Zaki (en arabe : منى زكى), née le 18 novembre 1976, est une actrice égyptienne.

## Biographie
Elle est la fille de Tahani et d'Ali Mohamed Zaki. Durant sa jeunesse, Mona Zaki voyage beaucoup - elle étudie en Angleterre et vit au Koweït et aux Etats-Unis avec ses parents. Durant ses études, et bien qu'elle ne se destine pas au métier d'actrice, Mona Zaki se fait remarquer par le réalisateur et l'acteur égyptien Mohamed Sobhi, qui lui confie son premier rôle dans la pièce Belaraby el fasih.

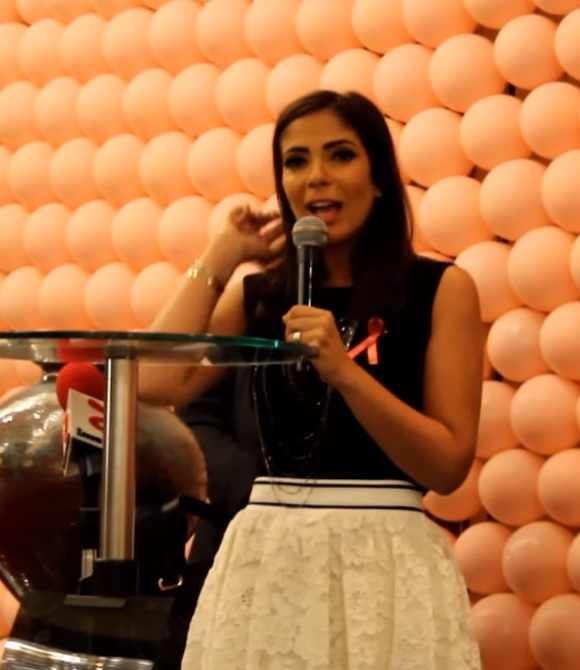
Mona Zaki en 2015

Dès lors, Mona Zaki travaille pour le théâtre, les films et les productions télévisées. Pour ses performances sur scène, elle est plusieurs fois récompensée. En 2002, Mona Zaki épouse Ahmed Helmi, un acteur égyptien. Le couple a trois enfants: Lilly, Salim et Younis.
En France, Mona Zaki est surtout connue pour son rôle d'Hebba dans le film d'Yousri Nasrallah Femmes du Caire et pour lequel elle reçoit le prix de la Meilleure Actrice.

## Filmographie
- 1997 : El Qatl El Laziz
- 1998 : Saeedi Fil Gamaa El Amrekeia
- 1998 : Edhak El Soura Tetlaa Helwa, avec Ahmad Zaki.
- 2000 : Al Hob Al Awal, avec Moustafa Amar.
- 2000 : Fares Zahr El Kheil, avec Fadia Abdel Ghani.
- 2000 : Leih Khaletny Ahebak, avec Kareem Abdel Aziz, Ahmed Helmy et Hala Shiha.
- 2000 : Omar 2000, avec Khaled El Nabawi.
- 2001 : Ayyam El Sadat, avec Ahmad Zaki. Film sur le président égyptien Anouar el-Sadate. Mona Zaki y joue le rôle d'Gihan El Saddat.
- 2001 : Africano, avec Ahmed El Sakka.
- 2001 : Mafia, avec Ahmed El Sakka.
- 2003 : Men Nazret Aeen, avec Amr Waked.
- 2003 : Sleepless Nights
- 2004 : Khalty Faransa
- 2005 : Aabu Ali
- 2005 : Ahlam Omrena, avec Moustafa Shaban.
- 2006 : Dam El Ghaza, avec Nour El Sherif.
- 2006 : An El Eshq Wel Hawa, avec Ahmed El Sakka.
- 2006 : Halim
- 2007 : Taymoor W Shafeqa
- 2009 : Femmes du Caire (Ehky ya Scheherazade) d'Yousri Nasrallah
- 2009 : Welad El Am
- 2011 : 18 Youm
- 2016 : 30 Years Ago
- 2021 : Le Jeu de Newton (Lebat Newton)[2].
- 2022 : On se connaît.. ou pas (2022)
- 2024 : Rehla 404 (رحلة 404) de Hany Khalifa

## Principales pièces théâtrales
- Belaraby el fasih
- Ya Mesafer Wahdak
- Keda okay
- Afroto

## Séries
- Lahzat harega (2007)
- Joha Al-Masri (2002)
- Taht El Wesaya (2023)